# Eskortowce typu Tachin
Eskortowce typu Tachin – typ okrętów marynarki wojennej Tajlandii z okresu II wojny światowej, zbudowanych w Japonii, obejmujący dwie jednostki: „Tachin” i „Maeklong”. Stanowiły uniwersalne okręty, określane w literaturze jako eskortowce, slupy lub fregaty, pełniące też rolę kanonierek i okrętów szkolnych. „Tachin” został skasowany po wojnie, natomiast „Maeklong” służył w okresie powojennym jako okręt szkolny do lat 90. XX wieku, po czym został zachowany jako okręt-muzeum.
Okręty miały wyporność pełną 2000 ton, a długość 82 m. Główne uzbrojenie stanowiły cztery armaty kalibru 120 mm, uzupełniane przez lekkie uzbrojenie przeciwlotnicze i cztery wyrzutnie torped. Napędzały je maszyny parowe, pozwalając na osiąganie prędkości 17 węzłów.

## Projekt i budowa
Dwa okręty typu Tachin zostały zamówione w ramach dużego programu rozbudowy Królewskiej Marynarki Wojennej Tajlandii (wówczas noszącej nazwę Syjamu) z 1935 roku, przewidującego budowę w Japonii i Włoszech także dwóch okrętów pancernych, 10 torpedowców i czterech okrętów podwodnych. Miały to być uniwersalne okręty, pełniące w czasie pokoju rolę okrętów szkolnych i funkcję reprezentacji bandery za granicą, a w czasie wojny rolę kanonierek lub eskortowców. Zaprojektowane zostały w Japonii, co przejawiało się w cechach ich wyglądu. Za literaturą anglojęzyczną najczęściej określane są jako eskortowce albo slupy, a po wojnie jako fregaty.
Okręty „Tachin” i „Maeklong” zbudowała stocznia Uraga Dock w Yokosuce – oba zwodowano w 1936 roku, a weszły do służby w 1937 roku.
| Okręt      | Położenie stępki | Wodowanie  | Wejście do służby | Uwagi                |
| ---------- | ---------------- | ---------- | ----------------- | -------------------- |
| „Tachin”   | 1936             | 24.07.1936 | czerwiec 1937     | złomowany w 1945     |
| „Maeklong” | 24.07.1936       | 27.11.1936 | 10.06.1937        | od 1996 okręt-muzeum |

## Opis

### Architektura i opis ogólny

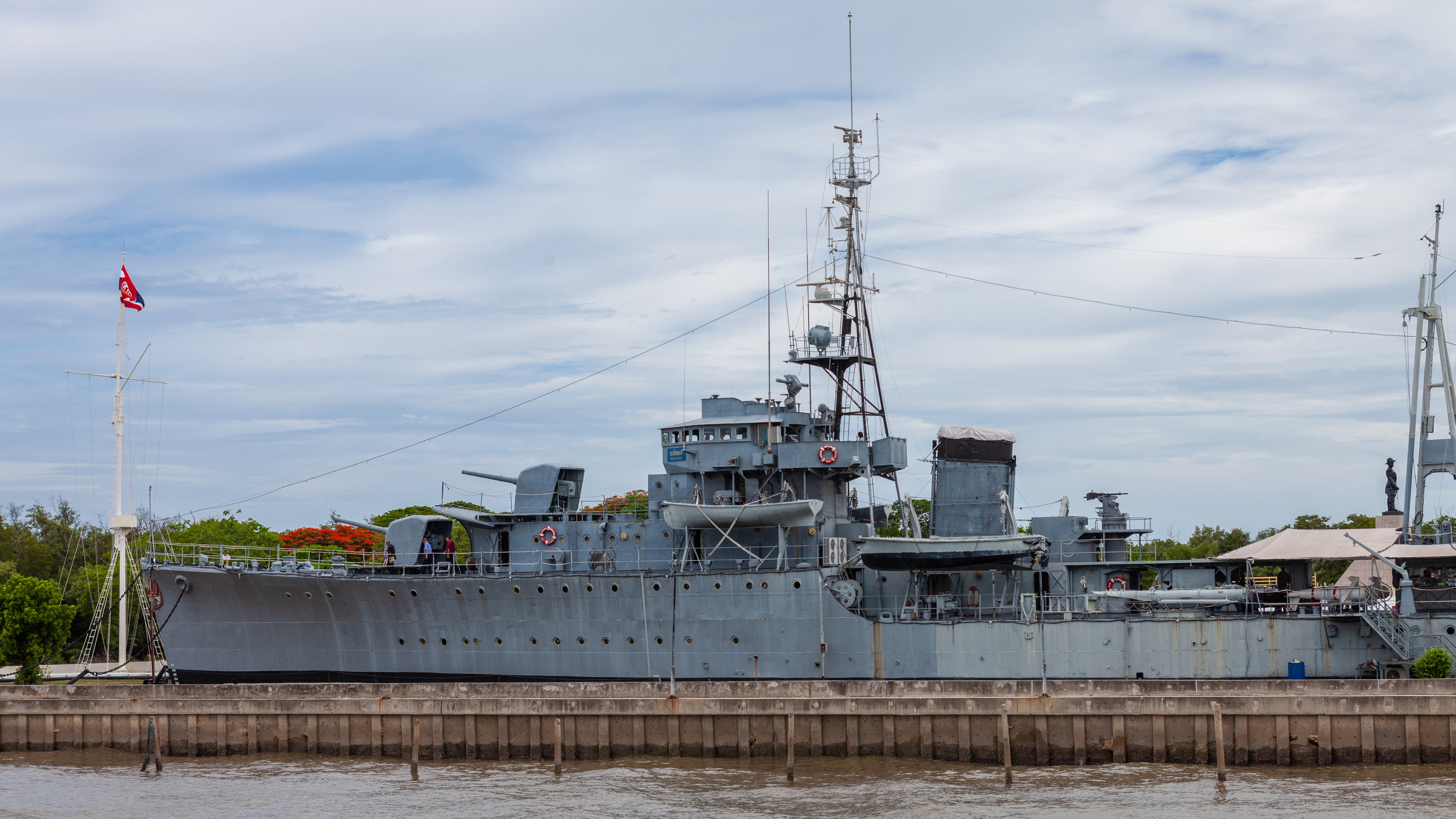
„Maeklong” jako okręt-muzeum

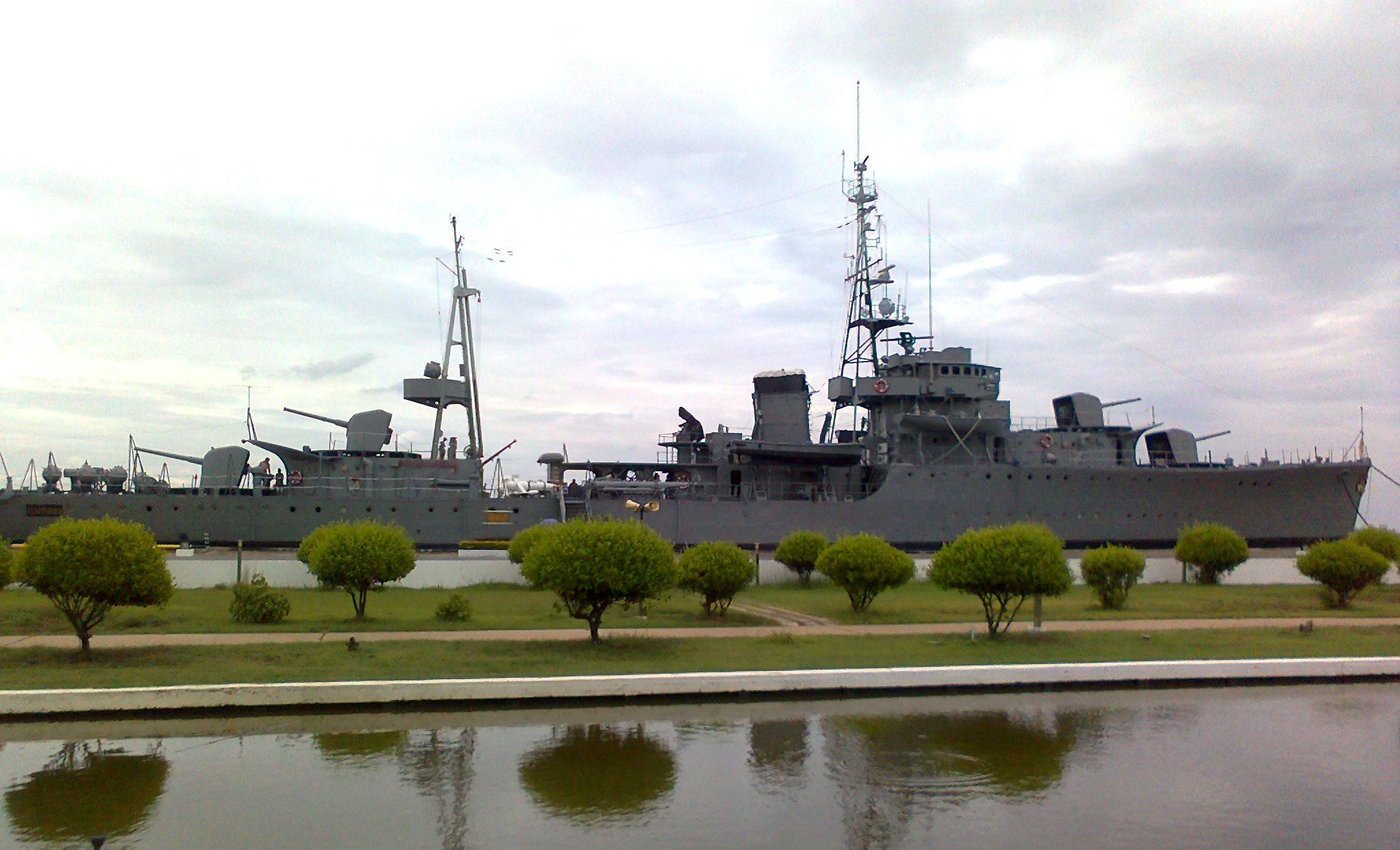
Sylwetka „Maeklong”

Okręty miały architekturę podobną do niszczycieli, dzięki cechom takim jak: podwyższony pokład dziobowy tylko na ok. 40% długości kadłuba, rozmieszczenie czterech dział artylerii głównej w superpozycji oraz niezabudowany pokład górny na śródokręciu między kominem a nadbudówką rufową, gdzie umieszczono wyrzutnie torpedowe. Prosta dziobnica była lekko wychylona do przodu, a pokład miał niewielki wznios na dziobie. Działa nr 1 i 4 umieszczone były na pokładzie dziobowym i rufowym. Na dolnej wydłużonej kondygnacji nadbudówki dziobowej umieszczone było działo nr 2, a za nim była wieżowa górna kondygnacja z pomostem bojowym w górnej części, podobna do japońskich niszczyciel. Za nią znajdował się maszt trójnożny i pojedynczy lekko pochylony komin. Sylwetkę uzupełniał drugi mniejszy maszt trójnożny na nadbudówce rufowej, na której znajdowało się działo nr 3.
Długość całkowita okrętów wynosiła 82 m, szerokość 10,36 m, a zanurzenie 3,14 m. Wyporność standardowa była określona na 1400 ts (ton angielskich), a wyporność pełna na 2000 ts.
Załoga w roli okrętów szkolnych składała się ze 155 osób.

### Uzbrojenie

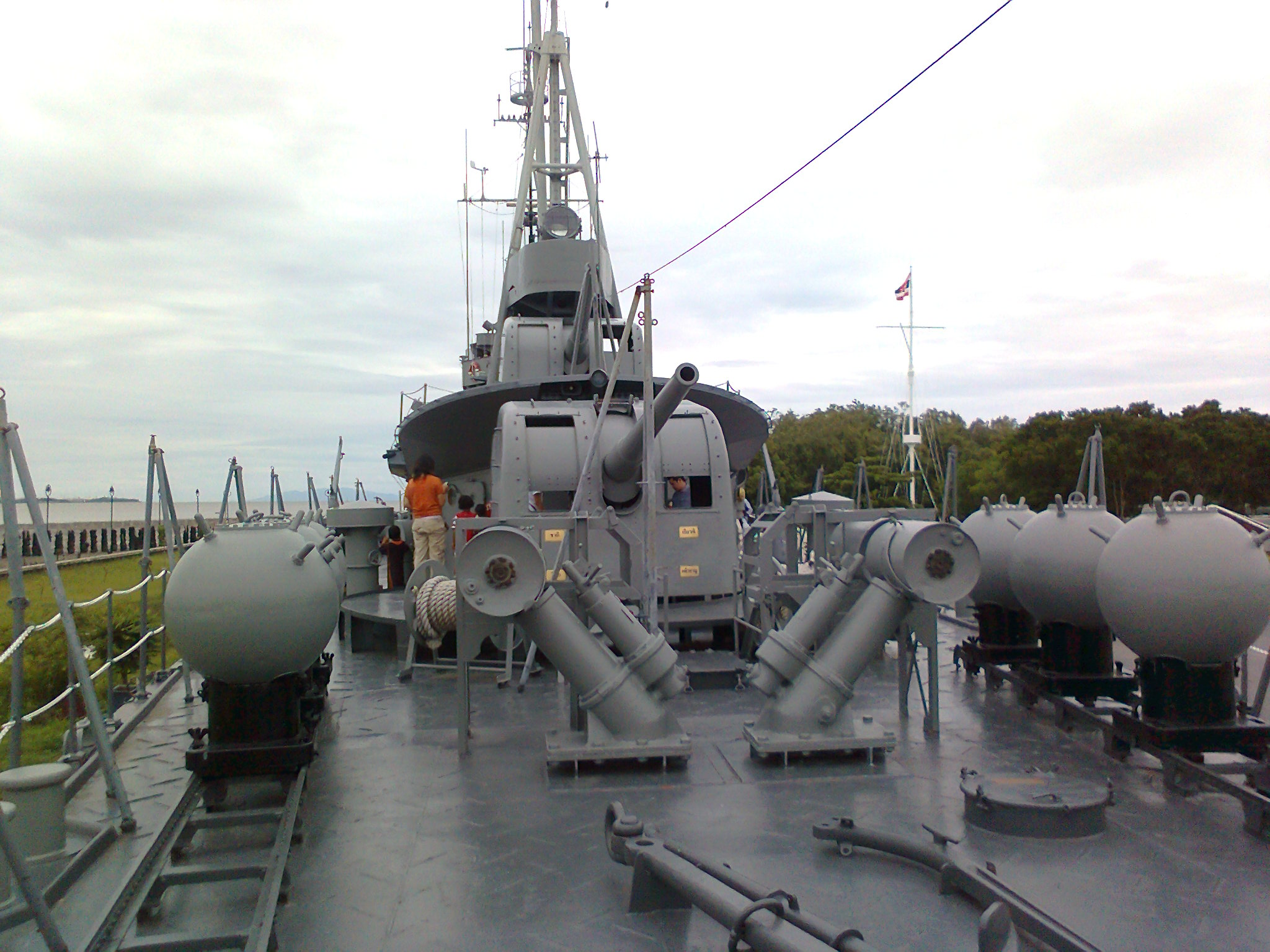
„Maeklong” jako okręt-muzeum – widoczne działa rufowe, miotacze bomb głębinowych i miny

Główne uzbrojenie artyleryjskie składało się z czterech pojedynczych japońskich armat kalibru 120 mm Typ 3 o długości lufy 45 kalibrów (L/45). Działa wyposażone były w głębokie maski ochronne japońskiego wzoru i umieszczone były po dwa na dziobie i rufie w superpozycji. Uzbrojenie przeciwlotnicze było słabsze i stanowiły je tylko dwa pojedyncze włoskie działka automatyczne kalibru 20 mm Breda model 1939 L/65, uzupełniane przez dwa karabiny maszynowe kalibru 7,7 mm.
Mniej typowo dla eskortowców, okręty miały uzbrojenie torpedowe w postaci czterech wyrzutni torpedowych kalibru 450 mm (nominalnie 18 cali), w dwóch podwójnych aparatach ustawionych na pokładzie górnym za kominem na każdej z burt. Okręty były również przystosowane do stawiania min, lecz brak jest informacji o ich liczbie. Mogły być również wyposażone w trały do trałowania min.
Po II wojnie światowej „Maeklong” został dozbrojony w dwa działa przeciwlotnicze kalibru 40 mm Bofors L/60. Do początku lat 70. XX wieku wyrzutnie torped zostały usunięte, natomiast okręt miał już wówczas trzy działa przeciwlotnicze kalibru 40 mm i trzy kalibru 20 mm. W 1974 roku działa kalibru 120 mm artylerii głównej zostały zamienione na cztery amerykańskie armaty uniwersalne kalibru 76 mm (3 cale) L/50.
Okręty pierwotnie mogły przenosić wodnosamolot typu Watanabe WS-103, opuszczany na wodę za pomocą dźwigu, z którego jednak następnie zrezygnowano.

### Napęd
Okręty napędzane były przez dwie pionowe maszyny parowe potrójnego rozprężania o łącznej mocy indykowanej 2500 hp, poruszające dwa wały śrub. Parę dostarczały dwa kotły wodnorurkowe. Prędkość maksymalna wynosiła 17 węzłów. Okręty zabierały 487 ton paliwa. Zasięg wynosił 8000 mil morskich przy prędkości 12 węzłów.

## Służba

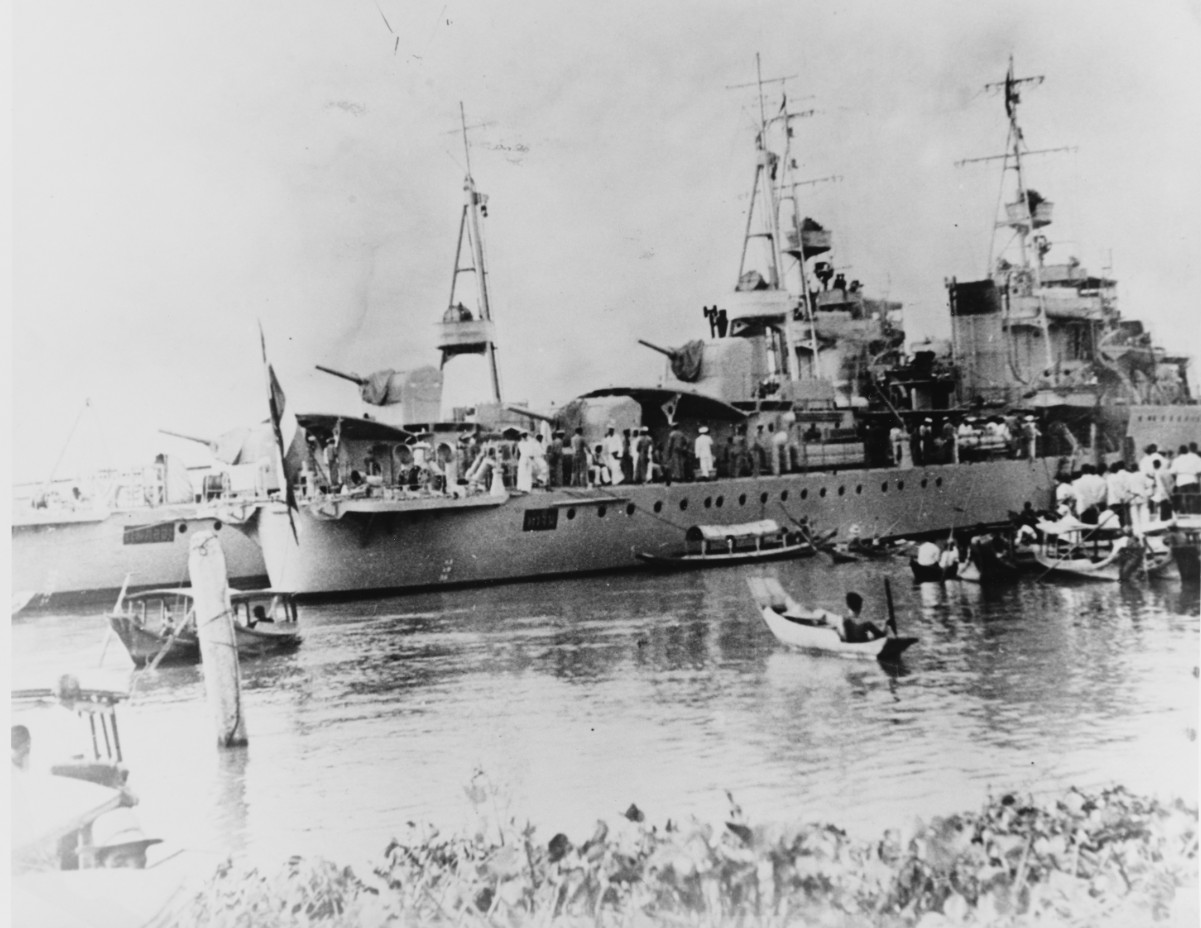
Oba eskortowce przed wojną

Oba okręty weszły do służby w Królewskiej Marynarce Wojennej Tajlandii w 1937 roku.
„Tachin” został poważnie uszkodzony w nalocie brytyjskich bombowców Liberator na bazę Sattahip 1 czerwca 1945 roku. Nie był remontowany, po czym został złomowany po wojnie w 1945 roku.
„Maeklong” przetrwał wojnę i był po niej używany jako okręt szkolny. Na początku lat 70. XX wieku nosił numer burtowy: 3. Między 1994 a 1996 rokiem numer burtowy zmieniono na 414. Został wycofany ze służby 20 marca 1995 roku, po czym został przekształcony w 1996 roku w okręt-muzeum.